# 1855
1855(천팔백오십오) 1854보다 크고 1856보다 작은 자연수다.

## 수학
- 합성수로, 그 약수는 1, 5, 7, 35, 53, 265, 371, 1855다. 진약수의 합은 737이므로, 1855는 부족수다.
- 281번째 쐐기수다. 앞의 쐐기수는 1846, 다음 쐐기수는 1866이다.
  - 101번째 홀수 쐐기수다. 앞의 홀수 쐐기수는 1833, 다음은 1869다.
- {\displaystyle 1855=35\times 53}
  - {\displaystyle ab\times ba}의 꼴로 나타낼 수 있는 수열의 35번째 수다. 이 수열의 앞의 수는 1462, 다음 수는 2268이다. (OEIS의 수열 A061205)
  - {\displaystyle ab\times ba}의 꼴로 나타낼 수 있는 수열의 53번째 수다. 이 수열의 앞의 수는 1300, 다음 수는 2430이다. (OEIS의 수열 A061205)
- {\displaystyle 1855=15^{2}+16^{2}+17^{2}+18^{2}+19^{2}+20^{2}}
  - 연속하는 자연수 6개의 제곱합으로 나타낼 수 있으며, 이 성질을 지닌 앞의 수는 1651, 다음 수는 2071이다.
- {\displaystyle 76^{4}-1}은 1855로 나누어떨어진다.

## 과학
- NGC 1855: 황새치자리 방향에 있는 성협.

## 문화유산
- 대한민국의 보물 제1855호: 원주 구룡사 삼장보살도

## 기타
- 연도: 1855년, 기원전 1855년
- 대한민국의 고객센터 대표 전화번호 중 하나다.

## 같이 보기
- 1000